# Erni Hiir
Erni Hiir (* 16. Märzjul. / 29. März 1900greg. in Karjatnurme, Gemeinde Helme; † 27. Oktober 1989 in Tallinn, eigentlich Ernst Hiir) war ein estnischer Dichter und Übersetzer.

## Leben
Erni Hiir besuchte von 1911 bis 1918 die Realschule in Tartu und 1920–1921 die Musikschule von August Nieländer. Danach war er im Studienjahr 1921/1922 Gasthörer an der Philosophischen Fakultät der Universität Tartu. Er war jedoch zunehmend literarisch tätig und wurde 1927 Mitglied des Estnischen Schriftstellerverbandes.
Nach der kommunistischen Machtübernahme in Estland beteiligte er sich aktiv an der gesellschaftlichen Umgestaltung. Seit Juli 1940 war er Redakteur bei der Zeitung Postimees. Bei Ausbruch des Deutsch-Sowjetischen Krieges 1941 ging er in die Sowjetunion und lebte in Leningrad und Tscheljabinsk, wo sich die größten estnischen Exilgemeinschaften im sowjetischen Hinterland befanden. Nach Ende des Zweiten Weltkriegs arbeitete er kurzzeitig wieder als Journalist und war dann von 1945 bis 1960 Sekretär der Tartuer Branche des Estnischen Schriftstellerverbandes. Seit 1962 lebte er in Tallinn.
Erni Hiir war der Schwiegervater des estnischen Politikers Riivo Sinijärv und folglich der Großvater des estnischen Schriftstellers Karl Martin Sinijärv.

## Literarisches Werk
Erni Hiir debütierte gemeinsam mit Albert Kivikas im März und April 1919 mit plakatierten so genannten „Tagesbefehlen“, worin sich Anklänge an den Futurismus zeigten. Im selben Jahr erschien von den beiden Autoren ihr gemeinsames Debüt Ohverdet konn ('Der geopferte Frosch'), außerdem veröffentlichte Hiir 1919 zwei Bände Gesammelte Werke, die jeweils aus nur einem einzigen Gedicht bestanden. Den Futurismus hatte Hiir vermutlich über das Russische kennengelernt.
1925 trat Hiir gemeinsam mit Juhan Sütiste (Johannes Schütz) und Mihkel Jürna mit den beiden Almanachen Sang ('Griff') und Bumerang an die Öffentlichkeit. In ihnen war aber nur eine allgemeine Protesthaltung gegen das literarische Establishment spürbar, inhaltlich gelingt es ihnen nicht, „das ziemlich schwammige Oppositionsniveau zu verlassen und zu irgendeinem fest umrissenen Programm zu kommen.“ Danach veröffentlichte Hiir zahlreiche weitere Gedichtbände, die anfangs noch futuristische Züge zeigten, mit zunehmendem Alter des Autors aber konventioneller wurden. Neben Liebeslyrik findet sich auch Sozialkritik und das Eintreten für die Schwächeren der Gesellschaft. Bald ist aber auch eine auffällige Nähe zu den jeweiligen Machthabern feststellbar, und in der Sowjetzeit propagierte er den sowjetischen Lebensstil. Am Ende war der einst „aufsehenerregende Futurist […]  ein langweiliger Konformist geworden.“

## Bibliographie
- (gemeinsam mit Albert Kivikas) Ohverdet konn ('Der geopferte Frosch'). Tartu: Odamees 1919.
- Täielik teoste kogu ('Vollständige gesammelte Werke'). Tartu: s.n. 1919.
- Arlekinaad ('Harlekinade'). Tartu: s.n. 1924.
- Huhu. Merituulen ('Huhu. Im Seewind'). Tartu: H. Laakmann 1924.
- (gemeinsam mit Juhan Sütiste und Mihkel Jürna) Bumerang ('Bumerang'). Tartu: s.n. 1925.
- (gemeinsam mit Juhan Sütiste und Mihkel Jürna) Sang ('Griff'). Tartu: s.n. 1925.
- Lemmiklaulud ('Lieblingslieder'). Tartu: Noor-Eesti 1926.
- Meeri Maria Mari. Armastuslaulud ('Meeri Maria Mari. Liebeslieder'). Tartu: J. Mällo 1926.
- Puhtewird ('Strom der Morgenröte'). Tartu: s.n. 1927.
- Kodutee ('Heimweg'). Tartu: Eesti Kirjanikkude Liit 1931.
- Pöörang ('Wendung'). Tartu: Loodus 1933.
- Sinimäed ('Die blauen Berge'). Tartu: Loodus 1935.
- Päikeselised päevad ('Sonnige Tage'). Tartu: Loodus 1937.
- Raudvärsid ('Eiserner Verse'). Tartu: Eesti Kirjanikkude Liit 1937.
- Palgest palgesse ('Von Angesicht zu Angesicht'). Tartu: Noor-Eesti 1938.
- Homsele vastu ('Dem morgigen Tag entgegen'). Tartu: Noor-Eesti 1939.
- Võidule. Luuletusi Isamaasõjast ('Zum Sieg. Gedichte aus dem Vaterländischen Krieg'). Leningrad: Ilukirjandus ja Kunst 1944.
- Elu nimel ('Im Namen des Lebens'). Tallinn: Ilukirjandus ja Kunst 1946.
- Uutele võitudele ('Zu neuen Siegen'). Tallinn: Eesti Riiklik Kirjastus 1950.
- Külva ning loo! Kogutud luuletused autori redaktsioonis ('Säe und schaffe! Gesammelte Gedichte in der Redaktion des Autors'). Tallinn: Eesti Riiklik Kirjastus 1958.
- Heledamaks muutub päev ('Heller wird der Tag'). Tallinn: Eesti Raamat 1967.
- Kui tulevad käod ('Wenn die Kuckucke kommen') Tallinn: Loomingu Raamatukogu 1970.
- Lühilood ajakajana ('Kurzgeschichte als Echo der Zeit'). Tallinn: Eesti Raamat 1972.

In den 1970er-Jahren sind noch einige Auswahlsammlungen seiner früheren Gedichte erschienen, jedoch keine neuen Gedichte mehr.

## Sekundärliteratur
- Ainu Januson: Erni Hiire noorusaastate luulest, in: Looming 3/1975, S. 494–508.
- Endel Mallene: Esimene loomingukümme. Erni Hiire 70. sünnipäeval, in: Keel ja Kirjandus 3/1970, 139–141.
- Virve Krimm: Erni Hiir Suure Isamaasõja päevil. (Luuletaja 75. sünnipäeva puhul), in: Keel ja Kirjandus 3/1975, 163–165.
- Rein Kruus: Erni Hiire kirjanikutee alguse taustast, in: Looming 3/1985, S. 403–413.
- Toomas Liiv: Erni Hiir ja tööeestlus, in: Looming 9/2000, S. 1383–1392.
- Tiit Hennoste 2005: Elu ja ilo: Eesti kirjandusmanifestide kuldaeg, in: Looming 9, S. 1353–1373.